# Wayne Yip
Wayne Che Yip (* 1981 in Oxford) ist ein britischer Filmregisseur, -produzent und Drehbuchautor.

## Werdegang
Yip wurde 1981 in Oxford geboren und besuchte die Dragon School, die Abingdon School und studierte später am Oxford & Cherwell College, wo er 2004 einen Abschluss in Grafikdesign erhielt. Yip entwickelte sein Interesse am Film, nachdem er im Phoenix Picturehouse in Jericho gearbeitet hatte und wurde bekannt, als er zusammen mit Alex Garcia bei Happy Birthday Granddad Regie führte, der 2007 den Sixty Seconds of Fame BAFTA gewann.
2010 führte er erneut gemeinsam mit Garcia Regie bei dem Kurzfilm Diego′s Story und die beiden schufen Would Like to Meet, die erste Episode der achten Staffel der Fernsehserie Coming Up.
Im Jahr 2011 war er Co-Regisseur bei Secret Diary of a Call Girl und zwischen 2011 und 2013 führte er bei vier Folgen von Misfits Regie. Es folgten Utopia im Jahr 2013 und Tatau im Jahr 2015. Yip führte dann bei zwei Episoden der Fernsehserie Class Regie. Es folgten zwei Doctor-Who-Folgen.
Er hat auch bei einigen US-amerikanischen Fernsehserien Regie geführt, darunter Salem, Preacher, Into the Badlands, Happy!, Doom Patrol und Hunters.
Im März 2021 wurde bekannt, dass Yip vier Episoden der Amazon-Serie Der Herr der Ringe: Die Ringe der Macht inszeniert und zudem als Executive Producer agiert. Zudem führt er bei zwei Folgen der Amazon-Serie The Wheel of Time Regie.

## Filmografie

### Regisseur
- 2008: Samantha (Kurzfilm)
- 2009: Diego’s Story (Kurzfilm)
- 2010: Coming Up (Fernsehserie, Episode 8x01)
- 2011: Secret Diary of a Call Girl (Fernsehserie, 4 Episoden)
- 2011–2013: Misfits (Fernsehserie, 4 Episoden)
- 2013: Utopia (Fernsehserie, 3 Episoden)
- 2015: Tatau (Miniserie, 4 Episoden)
- 2016: Salem (Fernsehserie, Episode 3x03)
- 2016: Class (Fernsehserie, 2 Episoden)
- 2017: Imposters (Fernsehserie, 2 Episoden)
- 2017: Dirk Gentlys holistische Detektei (Dirk Gently’s Holistic Detective Agency, Fernsehserie, 2 Episoden)
- 2017–2018: Preacher (Fernsehserie, 4 Episoden)
- 2017–2019: Doctor Who (Fernsehserie, 3 Episoden)
- 2017–2019: Happy! (Fernsehserie, 4 Episoden)
- 2018: Marvel’s Cloak & Dagger (Cloak & Dagger, Fernsehserie, Episode 1x10)
- 2019: Deadly Class (Fernsehserie, Episode 1x09)
- 2019: Into the Badlands (Fernsehserie, 2 Episoden)
- 2019: Doom Patrol (Fernsehserie, Episode 1x11 Frances Patrol)
- 2019: Treadstone (Fernsehserie, 2 Episoden)
- 2020: Hunters (Fernsehserie, 2 Episoden)
- 2021: Das Rad der Zeit (The Wheel of Time, Fernsehserie, 2 Episoden)
- 2022: Der Herr der Ringe: Die Ringe der Macht (The Lord of the Rings: The Rings of Power, Fernsehserie, 4 Folgen)

### Produzent
- 2008: Samantha (Kurzfilm)
- 2009: Diego’s Story (Kurzfilm)
- 2009: The Blurring in Between (Kurzfilm)
- 2011: Flowers (Kurzfilm)
- 2015: Tatau (Miniserie, eine Episode)
- 2016: What’s in the Box? (Kurzfilm)

### Autor
- 2008: Samantha (Kurzfilm)
- 2009: Diego’s Story (Kurzfilm)